# Кратуна
Кратуна е растение от семейство тиквови с кух кръгъл или удължен плод, което се отглежда предимно с декоративни цели. В миналото, сухият плод на това растение, изрязан в единия край е използван като черпак за гребане на течности. В преносен смисъл думата се използва за глава на човек, когато се подчертава че главата е празна /синоним на "тиква" със значение на глава/.
Терминът се отнася до редица видове и подвидове, много от които са с твърда обвивка, докато други не са. Едни от най-ранните одомаслени видове растения, Lagenaria siceraria, са открити в археологически обекти от 13 000 г. пр.н.е. Кратуните имат многобройни употреби в историята – като инструменти, музикални инструменти, предмети на изкуството, филми и храна.